# Sinodorcadion punctulatum
Sinodorcadion punctulatum är en skalbaggsart som beskrevs av J. Linsley Gressitt 1939. Sinodorcadion punctulatum ingår i släktet Sinodorcadion och familjen långhorningar. Inga underarter finns listade i Catalogue of Life.